# Eskifjörður
Eskifjörður é uma localidade na Islândia. Em 2018 tinha uma população de cerca de 1 006 habitantes.